# Lucky You (singolo)
Lucky You è un singolo del rapper statunitense Eminem, pubblicato il 30 novembre 2018 come terzo estratto dal decimo album in studio Kamikaze.

## Video musicale
Il video, diretto da James Larese, è stato pubblicato il 13 novembre 2018 e mostra i due artisti passeggiare tra le rovine di una città.
In tutta la durata del video molti uomini incappucciati con felpe nere sembrano emulare qualsiasi movimento dei rapper, riferimento alla nuova generazione, rea di copiare tutto ciò che i maggiori artisti stanno facendo. Il video termina con i due rapper che si allontanano dallo sciame.

## Formazione
Musicisti
- Eminem – voce, produzione esecutiva, missaggio, produzione aggiuntiva (seconda parte)
- Dr. Dre – produzione esecutiva
- Mike Strange – registrazione, missaggio
- Joe Strange – registrazione
- Tony Campana – registrazione
- Brian "Big Bass" Gardner – mastering
- Boi-1da – produzione (prima parte)
- Jahaan Sweet – produzione (prima parte)
- Illadaproducer – produzione (seconda parte)
- Luis Resto – tastiera (seconda parte)

## Classifiche
| Classifica (2018) | Posizione massima |
| ----------------- | ----------------- |
| Australia         | 4                 |
| Austria           | 13                |
| Belgio (Fiandre)  | 46                |
| Belgio (Vallonia) | 27                |
| Canada            | 3                 |
| Danimarca         | 11                |
| Finlandia         | 2                 |
| Francia           | 31                |
| Germania          | 19                |
| Grecia            | 1                 |
| Irlanda           | 7                 |
| Italia            | 24                |
| Norvegia          | 4                 |
| Nuova Zelanda     | 2                 |
| Paesi Bassi       | 14                |
| Portogallo        | 3                 |
| Repubblica Ceca   | 3                 |
| Slovacchia        | 2                 |
| Spagna            | 88                |
| Svezia            | 3                 |
| Svizzera          | 2                 |
| Ungheria          | 24                |